# Dzsedkaré Iszeszi
Dzsedkaré Iszeszi (ógörögül: Τανχέρης, átírással: Tankhérész) ókori egyiptomi fáraó, az óbirodalmi V. dinasztia uralkodója az i. e. 25–24. század körül. Menkauhórt követte a trónon, őt magát pedig Unisz váltotta Egyiptom élén. Kapcsolata mind elődével, mind utódával máig tisztázatlan, ám egyiptológusok a közte és Unisz közötti problémamentes hatalomváltásból arra következtetnek, hogy Unisz Dzsedkaré fia lehetett.
Dzsedkaré valószínűleg több mint negyven évig ült Egyiptom trónján, uralkodása az Óbirodalom új korszakának kezdetét jelentette. Uszerkaf, az V. dinasztia alapítója óta először nem építtetett Rének szentelt naptemplomot, ami talán Ozirisz növekvő társadalmi fontosságának bizonyítéka. Dzsedkaré a hivatali címek rendszerének létrehozása óta először átalakította az egyiptomi államszervezetet is. Megreformálta még az abu-szíri királyi temetőben nyugvó elődei halottkultuszát és templomaik papságát.
Értékes nyersanyagokért Dzsedkaré több expedíciót is indított: rézért és türkizért a Sínai-félszigetre, aranyért és dioritért Núbiába, tömjénért Punt mesebeli földjére. Az egyik ilyen bányászati felfedezőút volt az első, amelynek sikerét az egyiptomi történelemben először az út előtt jóslással próbálták megjövendölni és bebiztosítani. Núbiát, amely a nub avagy arany egyiptomi szóból származtatható, először Dzsedkaré uralkodása alatt nevezték így. Fenntartotta a kereskedelmet a levantei partvidékkel, Kánaánba rajtaütéseket és kisebb hadjáratokat szervezett.
Dzsedkaré sírja egy szakkarai piramis, amely a Nefer Dzsedkaré, azaz Dzsedkaré gyönyörű/jóságos nevet kapta. A piramis ma romokban áll, mivel még az ókorban elhordták az azt védő külső kőréteget. Dzsedkaré múmiája azonban a sírkamrában volt, amikor azt az 1940-es években felfedezték. A múmián végzett mérésekkel régészek megállapították, hogy a fáraó az ötvenes éveiben hunyt el. Halála után Dzsedkarét halotti kultusz övezte az Óbirodalom végéig, a VI. dinasztia során pedig különösen nagy tiszteletben tartották, a dinasztia fáraói jelentős áldozatokat ajánlottak fel halotti templomának. Régészeti leletek arra utalnak, hogy halotti kultusza az újbirodalom során is fennmaradt. Az egyiptomiak tudatában Ptahhotep vezír királyaként is tovább élt. Ptahhotep volt Ptahhotep intelmeinek állítólagos szerzője, amely az egyiptomi intelemirodalom egyik legkorábbi alkotása.
A fáraó reformjait több történész és egyiptológus negatívan ítéli meg. Dzsedkaré decentralizációs politikája egy hűbérállamhoz hasonló rendszert hozott létre, ahol a régiók és azok adminisztrátorai egyre terjedő hatalommal bírtak. Az ezen a véleményen lévő történészek szerint a hatalmi egyensúly ilyennemű megváltozása nagyban hozzájárult az Óbirodalom összeomlásához az első átmeneti kor hajnalán, Dzsedkaré után körülbelül kétszáz évvel. Vannak azonban olyan kutatók is, akik szerint Dzsedkaré reformjai ellenére hivatalnokok soha nem jutottak akkora hatalomhoz, hogy az a fáraó hatalmával vetekedett volna.

## Tanúsítványok

### Korabeli források

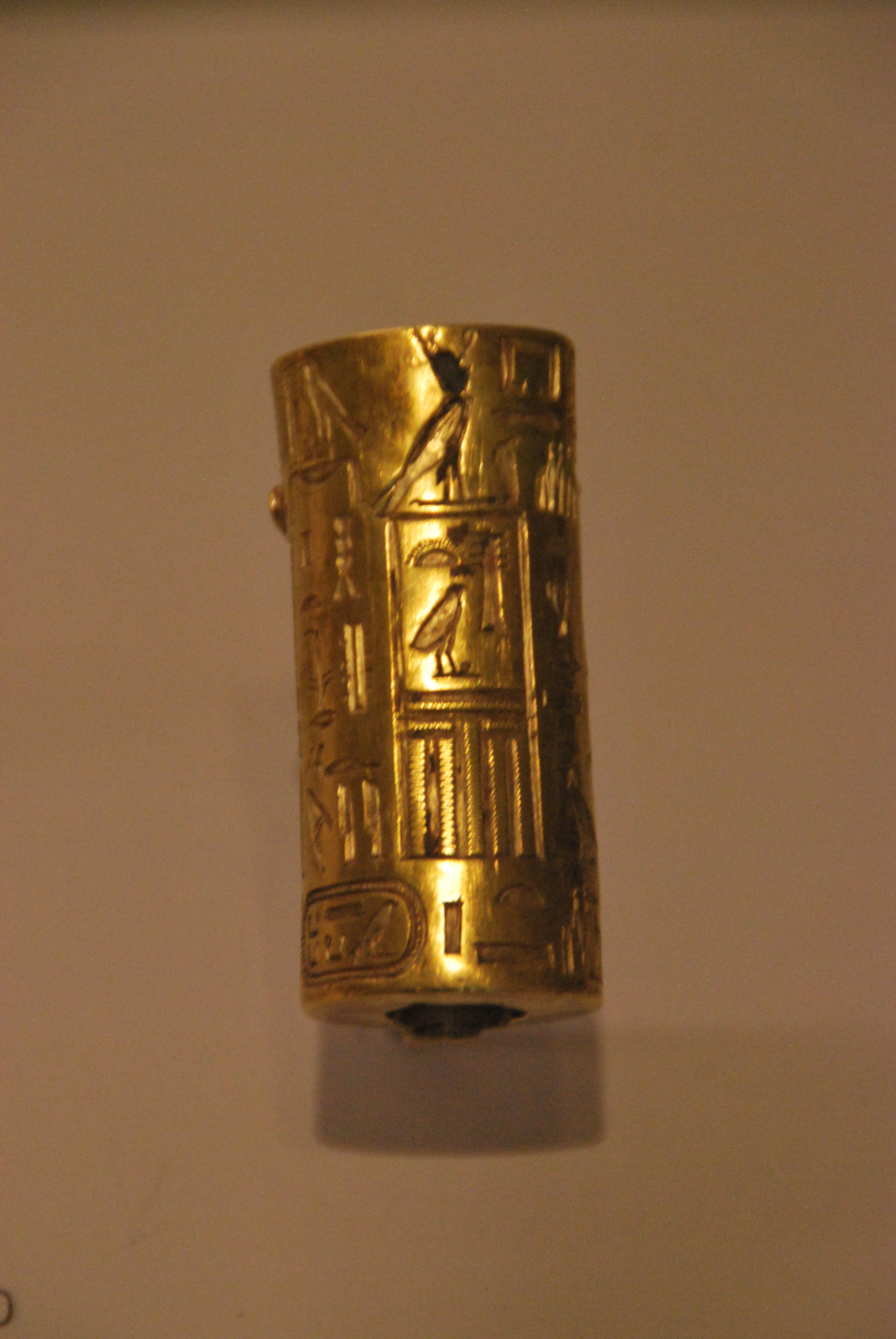
Dzsedkaré nevét viselő aranypecsét, a bostoni Szépművészeti Múzeumban

Dzsedkaré uralmáról több korabeli forrás tanúskodik. A nevét viselő régészeti leletek az uralma alatti kereskedelemről és államszervezetről nyújtanak a jelenkor számára információt. Ezen leletek ma szerte a világ múzeumaiban tekinthetők meg, többek között a párizsi Louvre-ban, a New York-i Metropolitan Művészeti Múzeumban és a berlini Egyiptomi Múzeumban.
Dzsedkaré számos udvaronca, hivatalnoka és családtagja sírját fedezték fel Gízában, Szakkarában és Abu-Szírben, amelyek beszámolnak a fáraó közigazgatási reformjairól. A sírok falfeliratai néhány esetben a király által hivatalnokainak küldött és őket magasztaló leveleket is jegyzik.
Az abuszíri papiruszok jelentős források Dzsedkaré uralkodásáról. A papiruszok 24 évet felölelő közigazgatási irományok, amelyek eddig Noferefré és Noferirkaré fáraók és II. Hentkauesz királyné halotti templomaiból kerültek elő.

### Történelmi források
Dzsedkaré neve négy egyiptomi királylistán szerepel, ezek mind az újbirodalom idején születtek. A legkorábbi a karnaki királylista III. Thotmesz idejéből, ezen Dzsedkaré az ötödik említett fáraó. Az I. Széthi alatt született abüdoszi listán Dzsedkaré a 32., a szakkarai kövön, ahol feltehetően az írnok hibájából Maatkaré néven van feljegyezve, a 31. A II. Ramszesz korabeli torinói királylistán Dzsed néven szerepel a lista harmadik oszlopában 24-ként. Neve valószínűleg azért nem teljes, mert a lista alapjául szolgáló dokumentum maga is hiányos lehetett. A torinói lista egyébként 28 éves uralmat tulajdonít neki.
A fenti forrásokon kívül Dzsedkaré neve a XII. dinasztiából származó Prisse-papiruszon is felbukkan. Ez a papirusz tartalmazza Ptahhotep, Dzsedkaré egyik vezírének intelmeit, amely Dzsedkarét Iszeszi néven szólítja. Dzsedkaré továbbá valószínűleg a Manethón által II. Ptolemaiosz idején írt Aegüptiakában is megjelenik. Az Aegüptiaka egyetlen példánya sem maradt fenn, csupán Kaiszareiai Euszebiosz és Sextus Julius Africanus későbbi írásain keresztül ismerjük. Manethón művére hivatkozva Africanus számol be egy Tankhérész nevű fáraóról, aki az V. dinasztia nyolcadik, utolsó előtti fáraójaként 44 éven keresztül ült Egyiptom trónján. Ebből az feltételezhető, hogy Tankhérész Dzsedkaré hellenizált neve.

## Időrend

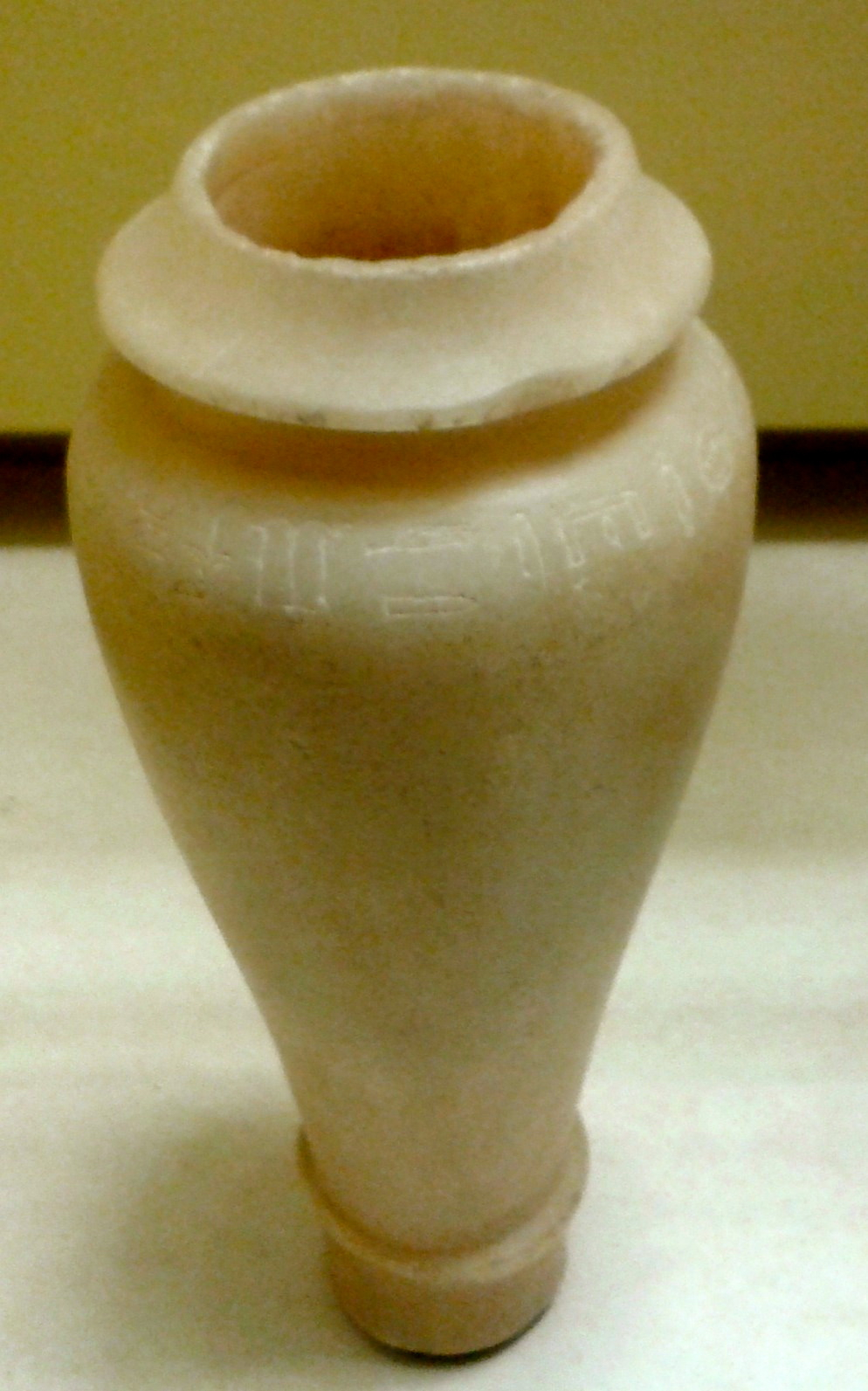
Dzsedkaré szed-ünnepét leíró alabástrom váza (Louvre)

Történelmi források és régészeti leletek alapján szinte bizonyosak lehetünk abban, hogy Dzsedkaré az V. dinasztia nyolcadik, utolsó előtti fáraója volt. Az is szinte biztos, hogy Menkauhór és Unisz uralma között ült a trónon.
Ezzel ellentétben uralkodásának hosszában az egyiptológusok körében nincs egyetértés. A 24 évet lefedő abuszíri papiruszok több helyen említik Dzsedkaré uralkodását, valamint több királyi pecsétet és feliratot is tartalmaznak, ami viszonylag hosszú uralmat sejtet. A torinói királylista olvasata alapján Dzsedkaré 28 évig ült Egyiptom trónján, ám több forrás még ennél is hosszabb uralkodásra utal. Régészeti leletek, mint egy ma a Louvre-ban kiállított alabástrom váza, beszámolnak Dzsedkaré szed-ünnepéről, amelyet leggyakrabban a fáraó 30. uralkodási évében ünnepeltek először.
Az egyik abuszíri papiruszon a 22. számlálás éve, ahet évszak IV. hónapjának 12. napja dátum szerepel. Ez az utolsó ismert időpont Dzsedkaré uralkodásából, és 32—44 év közötti uralmat jelent attól függően, hogy Dzsedkaré alatt a hagyományos egyiptomi vagyonösszeírást két- vagy másfél évente tartották. A 44 éves uralkodás megegyezik a Manethón által Dzsedkarénak tulajdonított uralommal, bár ez kutatók szerint véletlen egybeesés lehet. Becslések alapján így Dzsedkaré legalább 33 évig uralkodott, és ha a vagyonösszeírást a kor szokásai alapján rendszeresen kétévente tartották, akkor esetleg 44 évig is Egyiptom trónján ülhetett. Dzsedkaré ezek alapján az V. dinasztia leghosszabb ideig uralkodó fáraója volt.

## Család

### Szülők
Dzsedkaré szülei ismeretlenek, ezért az egyiptológusok nem biztosak abban, hogy Dzsedkaré milyen kapcsolatban állt két elődével, Menkauhórral és Niuszerrével. Több kutató szerint Dzsedkaré Menkauhór fia volt, mások úgy vélik, hogy Dzsedkaré és Menkauhór mindketten Niuszerré fiai voltak. Megint más régészek úgy gondolják, hogy Dzsedkaré és Menkauhór unokatestvérek voltak, mivel Dzsedkaré Niuszerré, Menkauhór pedig Noferefré fia volt. Dzsedkaré édesanyjának kiléte ugyanígy ismeretlen.

### Királynék
Dzsedkaré főfelesége valószínűleg Szetibhor volt. Szetibhor nevére régészek 2019-ben bukkantak rá a Dzsedkaré sírjától északkeletre fekvő nagyméretű piramiskomplexumban végzett ásatáson. A falvéset szerint címei aki látja Hóruszt és Széthet, a jogar úrnője, a nagy kegyben álló, a király szeretett felesége voltak. Régészek szerint mindig is több jel utalt arra, hogy ez a sír a fáraó egyik fontosabb hitvesének épült, ezen királyné neve azonban eddig ismeretlen volt az utókor számára. Szetibhoré volt a legnagyobb óbirodalom korabeli piramis, amelyet királynénak építtettek. A piramis elhelyezkedése a fáraó sírjához közel a királyné fontosságát tükrözte. A sírkomplexum ezenfelül olyan jellegzetességekkel rendelkezett, amelyek csaknem kizárólag királysírokban voltak megtalálhatók. A sír így például egy hozzá tartozó kisebb piramissal és halotti templommal együtt épült, a halotti templomba felvonulási út vezetett, a templom maga pedig bejárati csarnokból, nyitott udvarból és négyszögletes belső előszentélyből is állt. Mindezen jelek arra utalnak, hogy Szetibhor kiemelkedő szerepet játszott Dzsedkaré életében, jelentős mértékben hozzájárulhatott például Dzsedkaré trónrakerüléséhez.
Szetibhor nevének fellelése előtt egyiptológusok úgy tartották, hogy a király sírja melletti piramist eredetileg IV. Mereszanh királynénak szánták, akit Dzsedkaré főfeleségének tartottak. Végül azért temethették egy kisebb szakkarai masztabasírba, mert kegyvesztett lett. Mások szerint azonban IV. Mereszanh az előző király, Menkauhór felesége volt.

### Fiúgyermekek

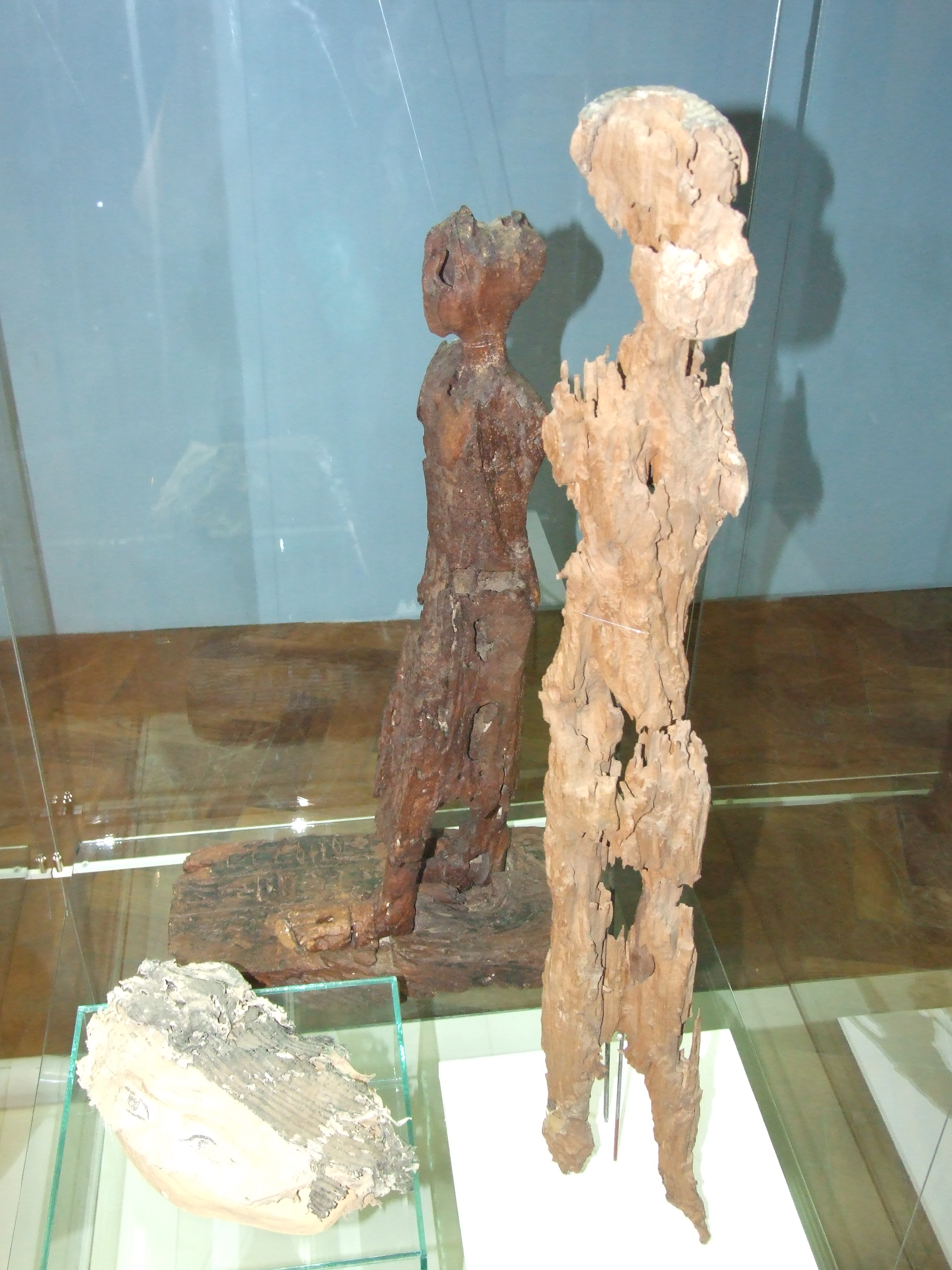
Dzsedkaré két gyermekének szobra: elöl lánya, Hekeretnebti, hátul fia, Neszerkauhór

Neszerkauhór az egyetlen, akiről bizonyosan tudjuk, hogy Dzsedkaré fia volt. Róla leletek a király testéből való legidősebb szeretett fiúként emlékeznek meg. Neszerkauhór egyaránt viselte az iri-pat rangot, ami arról tanúskodik, hogy fontos szerepet játszott a királyi udvarban, illetve az ötök legnagyobbja Thot templomában címet, ami pedig arra utalhat, hogy vagy vezír vagy ahhoz hasonló posztot is betöltött.
Neszerkauhóron kívül arra is van közvetlen bizonyíték, hogy Raemka és Kaemtjenent hercegek is Dzsedkaré fiai voltak. Erre főként a szakkarai sírjuk kora és elhelyezkedése utal. Kaemtjenent sírjának falán említik Rasepszeszt, aki Dzsedkaré egyik vezíre volt. Raemka  a király testéből való fiú címet viselte, amelyet szinte kivétel nélkül a király közvetlen családi kötelékéből származó hercegek kaphattak csak meg. Több egyiptológus szerint Raemka és Kaemtjenent sírjainak helyzete arra utal, hogy a nem messze eltemetett IV. Mereszanh fiai voltak, aki így feltételezhetően Dzsedkaré egyik felesége lehetett. Ezen családi viszonyok azonban vitatottak, főleg Kaemtjenent esetében, mivel az általa bírt a király fia titulus gyakran csak tiszteletbeli cím volt és nem utalt valódi apa-fiú kapcsolatra.
Iszeszi-anh, egy másik magas rangú tisztviselő is Dzsedkaré fia lehetett. Nevének jelentése Iszeszi él. Iszeszi-ankh és Kaemtjenent sírjának közelsége és címeik hasonlósága is arra utalhat, hogy testvérek és IV. Mereszanh fiai voltak, vagy hogy Iszeszi-ankh Kaemtjenent fia volt. Bár Kaemtjenenthez hasonlóan Iszeszi-anh és hordta a király fia címet, ám egyiptológusok az ő esetében is arra következtetnek, hogy ez a cím mindössze szimbolikus jelentőségű volt és nem utalt vérrokonságra.
Egyiptológusok szerint ezenfelül az őt Egyiptom trónján követő Unisz is Dzsedkaré fia volt, bár erre nincs régészeti bizonyíték. Az apa-fiú kapcsolatra az utalhat, hogy a kettőjük közötti hatalomátvétel minden jel szerint problémamentes volt. Erről közvetetten az abuszíri papiruszok tanúskodnak. Közvetett bizonyíték Unisz sírjában is megtalálható, amelynek falfelirataiból kiderül, hogy számos tisztviselője az Iszeszi nevet viselte: ez legalább arra utal, hogy Unisz nem tekintett ellenszenvvel Dzsedkaréra.

### Lánygyermekek
Régészek Dzsedkaré több lánygyermekét is azonosították a király testéből való lánya cím használata és sírjaik kora alapján. Lányai voltak Hekeretnebti, aki az Iszeszi szeretettje címet is viselte, rajta kívül még Meret-Iszeszi, Hedzsetnebu, és Nebtiemnoferesz. Kevésbé tisztázott kapcsolata Hentkauesszel, aki a király testéből való lánya címet hordta és Szenedzsemib Mehi vezírhez ment feleségül. Nem világos azonban, hogy Hentkauesz titulusa valódi apa-lánya kapcsolatra utalt-e.

## Uralkodás

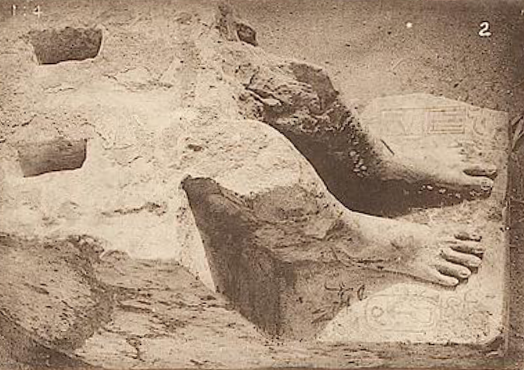
Dzsedkaré szobra Ozirisz abüdoszi templomából

Dzsedkaré trónra lépésével új korszak köszöntött be az egyiptomi óbirodalomban. Uszerkaf nagyjából 80 évvel korábbi uralma óta elsőként Dzsedkaré nem építtetett Ré napistennek szentelt templomot. Ez valószínűleg annak eredménye, hogy a kései V. dinasztiában Ré kultusza veszített fontosságából, és helyét Ozirisz, a túlvilág és a halottak istenének hódolata vette át. Ozirisz megnövekedett tisztelete a fáraó társadalombeli szerepének megváltozását tükrözi: a király elvesztette kizárólagos uralmát a halálon túli élet felett, a túlvilági élet így a királyi családon kívülieknek is elérhetővé vált. Ozirisz fontosságát mi sem mutatja jobban, hogy Dzsedkaré piramisában található Ozirisz legkorábbi megmaradt ábrázolása. Ezenfelül Unisz, Dzsedkaré utódának piramisában jelentek meg elsőként a piramisszövegek, amelyek Ozirisz egyik legkorábbi említését tartalmazzák, és a halott fáraó Ozirisz világába való átkelését hivatottak elősegíteni. Ozirisz kultuszának tükrében érdemes megjegyezni azt is, hogy Dzsedkaré egyetlen ismert szobrát Ozirisz abüdoszi templomában fedezték fel. A vallási élet Dzsedkaré korabeli megváltozásának másik jele a királyi temető áthelyezése Abu-Szírból, ahol Szahuré kora óta temetkeztek a királyok, Szakkarába, ahol Menkauhór, Dzsedkaré és Unisz építtették piramisaikat. A királyi temető áthelyezése Abu-Szírból és a nagytemplomok építésének felhagyása lehet, hogy összefügg, mivel a Dzsedkaré előtti fáraók naptemplomaikat épp Abu-Szírben építtették.

### Belföldi reformok
Dzsedkaré uralkodása alatt jelentős reformokat hajtott végre az államigazgatás és a papság terén. Az államot valószínűleg azért szervezte át, mert a fáraó úgy vélte, hogy a birodalom hivatalnokai túl nagy befolyásra tettek szert.
Dzsedkaré több változást rendelt el az abu-szíri királyi temető templomainak halotti kultuszaiban. A változások főként a papok címeinek és a magas rangú állami tisztviselők rangjainak megváltoztatásában láthatók, amelyeket a bevezetésük óta Dzsedkaré idején reformáltak meg először. A királyi piramisok papságait átszervezték, a papok címét pedig megváltoztatták a király papjáról a piramis papjára, ám meglehet, hogy ezt a változást még Niuszerré idején vezették be.
A királyi családhoz tartozó hercegeknek visszakapták az V. dinasztia elején elveszett közigazgatási posztokhoz való jogukat.

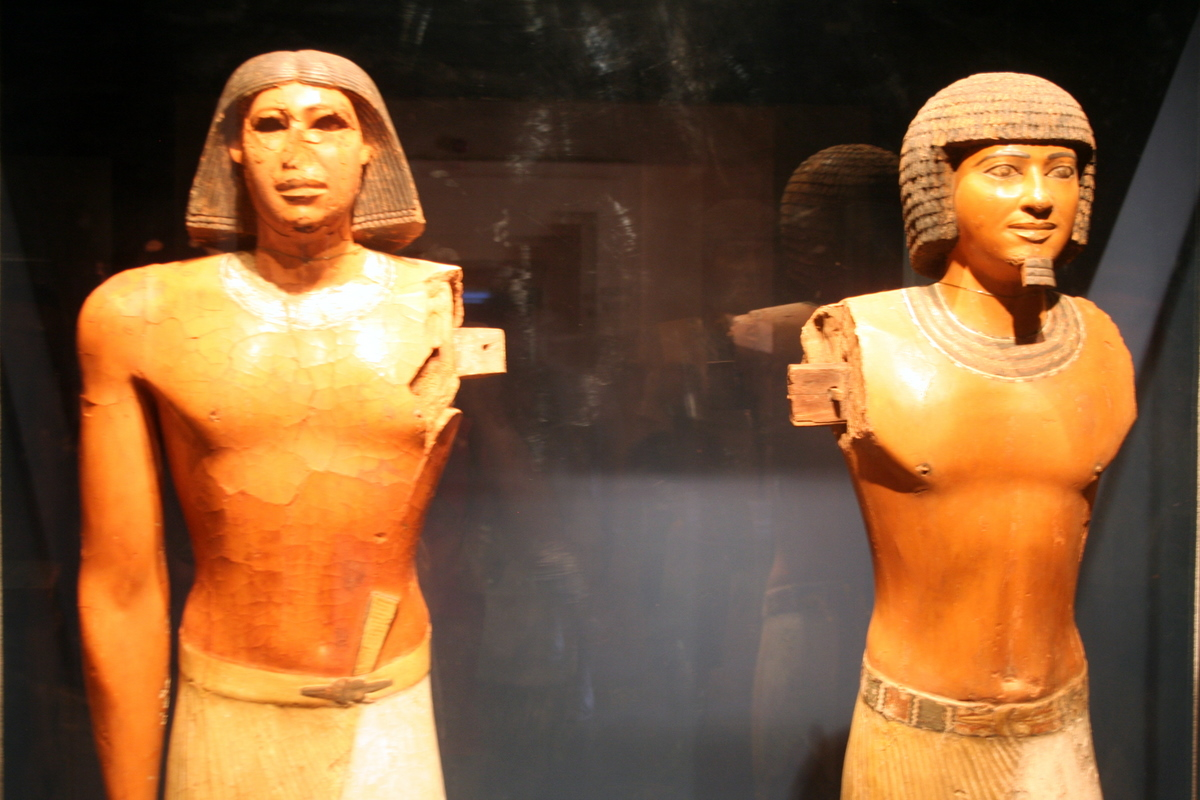
Ptahhotep, Dzsedkaré egyik vezírének két szobra

Dzsedkaré reformjai által a vezírek szerepe jelentősen nőtt. Új rangokat viselhettek, például iri-pat (az elit tagja vagy örökletes nemes) vagy hati-a (a legelterjedtebb fordítás szerint gróf), és a királyi írnokok felügyelőjeként a vezírek az írnokok hivatalának irányítói is lettek. Az új címekkel egyetemben a vezírek egyre nagyobb szereppel bírtak az államigazgatás terén. Dzsedkaré egyik vezére, III. Szesemnofer megkapta a király vér szerinti fia címet is, a kor egyik nagyobb megtiszteltetését és a legfontosabb címet, amelyet általában a királyi család tagjai viselhettek. Mindazonáltal Szesemnofer szülei minden valószínűség szerint nem a királyi vérvonalból származtak. Dzsedkaré uralkodásától kezdve II. Teti uralmáig a vezírek a királyi fegyverek felügyelői is voltak.
Uralkodása alatt összesen hat vezírt nevezett ki. Egyidejűleg három vezír szolgált a király reformjai értelmében: kettő a memphiszi régióban és egy Abüdoszban Felső-Egyiptom kormányzójaként. Dzsedkaré az abüdoszi kormányzón keresztül próbálhatott közvetlenebb befolyással bírni a Felső-Egyiptomban egyre erősödő helyi elitek fölött. A két memphiszi vezír pedig különféle felelősséggel bírt, és a régészeti leletek alapján feltételezhető, hogy egyik az idősebb vezírt általában a másik fiatalabb vezír követte posztján.
Az alacsonyabb rangú hivatalnokok vesztettek befolyásukból a késői V. dinasztiában, és az előző korszakokkal ellentétben gyakran egyszerre csak egy hivatalt tölthettek be. Olyan alacsonyabb rangú titulusok, mint a magtár felügyelője, a királyi munkálatok felügyelője vagy a kincstár felügyelője teljesen eltűntek az írott forrásokból, valamikor Dzsekdaré és II. Teti uralkodása között. Az alacsonyabb rangú hivatalok megkurtítása és azok befolyásának megcsappanása eredményeként az államigazgatás élén állók, így főként a vezírek sokkal nagyobb hatalommal bírtak, mint korábban. Ezzel egyidejűleg a régiók adminisztrációját megerősítették, és a régiók nagyobb függetlenségre tettek szerint a központi kormánnyal szemben. A régiók megerősödésének egyik példája a délen fekvő Abüdoszban székelő vezír megjelenése. Ezenfelül a régiókat felügyelő nomarkhészek új feladatokat kaptak, amelyeket korábban a központi memphiszi államszervezet hivatalnokai végeztek el. Ilyen feladatok közé tartozhatott a magtárak vagy a királyi munkálatok felügyelete.

### Építkezések
Dzsedkaré legnagyszabásúbb építkezése saját szakkarai piramisának és a hozzá tartozó templomoknak az építése volt. Dzsedkaré ezenfelül felújíttatta előde, az V. dinasztiabeli Niuszerré fáraó abu-szíri sírkomplexumát. A felújítási munkákról egy mára megsérült felirat tanúskodik, amely valószínűleg részletezte Dzsedkaré tevékenységét Niuszerré épületei körül. Dzsedkaré uralkodásának második felében további építkezésekre került sor Abu-Szírben, miután a királyi család több tagja furcsa módon itt temettette el magát, és nem Dzsedkaré piramisának közelében. Itt temették el többet között Neszerkauhór herceget, valamint Hedzsetnebu és Hekeretnebti hercegnőket.
Egy a Szenedzsemib Inti vezírnek címzett rendeletben, amelyet később Szenedzsemib masztabasírjának falára írtak, Dzsedkaré elrendelte, hogy a királyi palotában díszítsék fel Hathor istennő kápolnáját. Ezt a Hathor-kápolnát valószínűleg Dzsedkaré idején építették.
Dzsedkaré halálakor valószínűleg befejezetlenül hagyott néhány építkezést. Erre az utalhat, hogy a nevét viselő több kődarabot újrahasználtak Unisz piramisának építésekor. Az ismeretlen, hogy eredetileg hol tervezték ezeket használni.

### Kereskedelem
Egyiptom Dzsedkaré uralma alatt folytatta a kereskedelmet Levantével, bizonyos leletek alapján még akár a jóval északabbra fekvő Anatóliával is. Ma a bostoni Szépművészeti Múzeumban van kiállítva egy aranyból készült, henger alakú pecsét, amely Dzsedkaré és Menkauhór fáraók nevét viseli. Az ehhez felhasznált arany Anatólia nyugati részén, az Égei-tengerhez közeli Pactolus folyó völgyéből származhat, ami az V. dinasztia hosszú távú kereskedelmi kapcsolatait tanúsíthatja. Az arany ilyennemű származása azonban nem bizonyított.
Egy Bübloszban előkerült töredezett kőedény, amely a Dzsedkaré, Felső- és Alsó-Egyiptom királya örökké él mondattal van díszítve, arra utal, hogy Egyiptom Dzsedkaré alatt kereskedett ezzel a ma Libanon partján fekvő várossal. Ezenfelül Ini, a VI. dinasztia egyik tisztviselőjének sírjában felfedezett felirat is tanúskodik a Dzsedkaré által Bübloszba küldött egyiptomi kereskedőkről. Az Ini sírjának falán található egyik felirat azt beszéli el, hogy Ini miként utazott a városba ónért, ólomért és lazúrkőért I. Nemtiemszaf fáraó nevében, és megemlíti, hogy hasonló kereskedelmi utakra Dzsedkaré uralkodásakor is sor került.
Az egyiptomi kereskedelem Dzsedkaré korában az országtól délre is kiterjedt. A fáraó expedíciót küldött Punt legendás földjére, hogy az egyiptomi templomokban füstölőként használt mirhát hozzanak vissza. Dzsedkaré Puntba küldött kereskedőiről egy 100 évvel később, Horhuf által II. Pepinek küldött levél is tanúskodik. Horfuh azt írta uralkodójának, hogy egy pigmeust is visz vissza magával, ilyen esetre a levél szerint utoljára Dzsedkaré alatt került sor. Dzsedkaré punti expedícióját a király nevével egyetemben egy korabeli falfelirat is jegyzi, amelyet Núbia deli részén, Asszuántól mintegy 150 km-re délre fedeztek fel.

### Bányászat

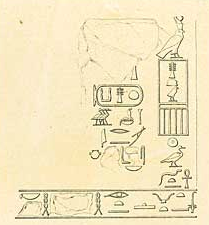
Rajz egy Dzsedkaré nevét tartalmazó kővésetről, amelyre a sínai-félszigeti Vádi Magarában bukkantak

A Sínai-félszigeten található Vádi Magarában régészek három vagy négy, Dzsedkaré korából származó, sziklába vésett feliratot találtak ott, ahol a IV., az V. és a VI. dinasztia során egyiptomiak rezet és féldrágaköveket bányásztak. Nem tisztázott, hogy ebből két faragás ugyanabból a mára sérült feliratból származik, vagy mindig is két külön felírás volt.
A leletek türkizért küldött három felfedezőutat örökítenek meg. Az elsőre Dzsedkaré 3. vagy 4. vagyonösszeírása, tehát uralkodásának feltehetően 6. vagy 8. évében került sor. A felirat leírja, hogy a bányászati expedíció az istenek kegyelméből hogyan érkezett meg a türkiz-hegyekhez, miután Nehenré templomában az expedíció sikeréért az istenek áldását kérték (a Nehenré templom az Uszerkaf által építtetett naptemplom volt). Ez a leírás feltehetően az első olyan expedíciót örökíti meg, amelynek sikerét jóslással próbálták megjövendölni és bebiztosítani.
Egy másik felirat szerint Dzsedkaré 9. vagyonösszeírása, azaz uralkodásának körülbelül 18. évében a fáraó egy 1400 fős expedíciót küldött erre a területre, hogy leigázzák a helyieket és rezet bányásszanak.
A Szuezi-öböl nyugati partján fekvő Ain Szukhna kikötőjében fellelt, Dzsedkaré nevét viselő papiruszok és pecsétek alapján a Szuezi-félszigetre menő bányászati expedíciók ebből a városból indultak ki. A kikötővárost homokkőbe vájt termek alkották, amelyek mind lakhelyekként, mind raktárakként szolgáltak. Az egyik ilyen terem falán található felirat egy türkizért indított másik expedícióról számol be a 7. vagyonösszeírás, Dzsedkaré uralmának valószínűleg 14. évéből.
Régészek 2017 során több mint 220, Dzsedkaré nevét viselő agyagpecsétet fedeztek fel Edfuban, Felső-Egyiptom déli részén. A pecsétek rézérccel és núbiai cserépedényekkel együtt kerültek elő két nagyobb épületben, Edfu egy újonnan felfedezett negyedében. Edfu, amelyet az ókori Egyiptomiak Behdetnek hívtak, valószínűleg a keleti sivatagokba és a Vörös-tenger partjára küldött expedíciók kiindulópontja volt Dzsedkaré idején.
Egyiptomtól délre Dzsedkaré legalább egy expedíciót küldött a helyi dioritbányákba, Abu Szimbeltől 65 km-re északnyugatra (az ezekben a bányákban kitermelt kő valójában a gneisz kétfajta változata, ám egyiptológusok hibásan dioritként hivatkoznak rá). Dzsedkaré nem az első és egyetlen fáraó volt, aki kihasználta ezen bányákat: már a IV. dinasztia alatt is használva volt, és későbbi korok, így a VI. dinasztia és a Középbirodalom királyai is kiaknázták a terület nyersanyagait.
Dzsedkaré a Keleti-sivatag és Núbia aranybányáit is kihasználta. „Az arany földje” kifejezést, ami az egyiptomiak számára Núbiát jelentette, először Dzsedkaré halotti templomának falára vésték. Innen ered Núbia modern neve, mivel a nub egyiptomiul aranyat jelent.

### Hadviselés
Dzsedkauré uralma alatt Egyiptom és szomszédai kapcsolata nem volt teljes mértékben békés. Régészek egy Dzsedkaré korabeli sírban találták egy város ostromának legkorábbi ismert ábrázolását. A sírfalon egyiptomi katonák láthatók, amint létrák segítségével megmásszák egy erőd falait. Az Óbirodalom második felében, így Dzsedkaré uralma alatt is az egyiptomiak gyakran indítottak rajtaütéseket Kánaánba, ám azt nem próbálták teljesen leigázni vagy átvenni felette a hatalmat.

## Piramis

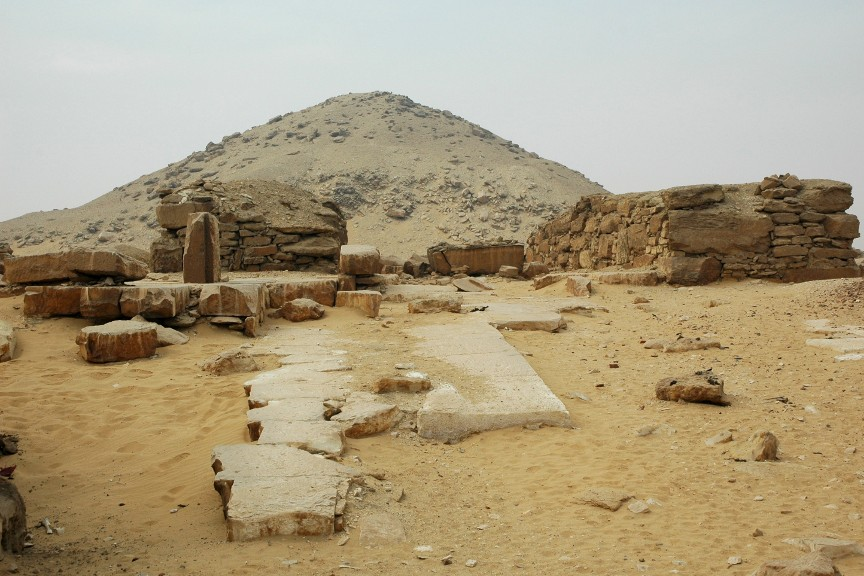
Dzsedkaré piramisának romjai Szakkarában

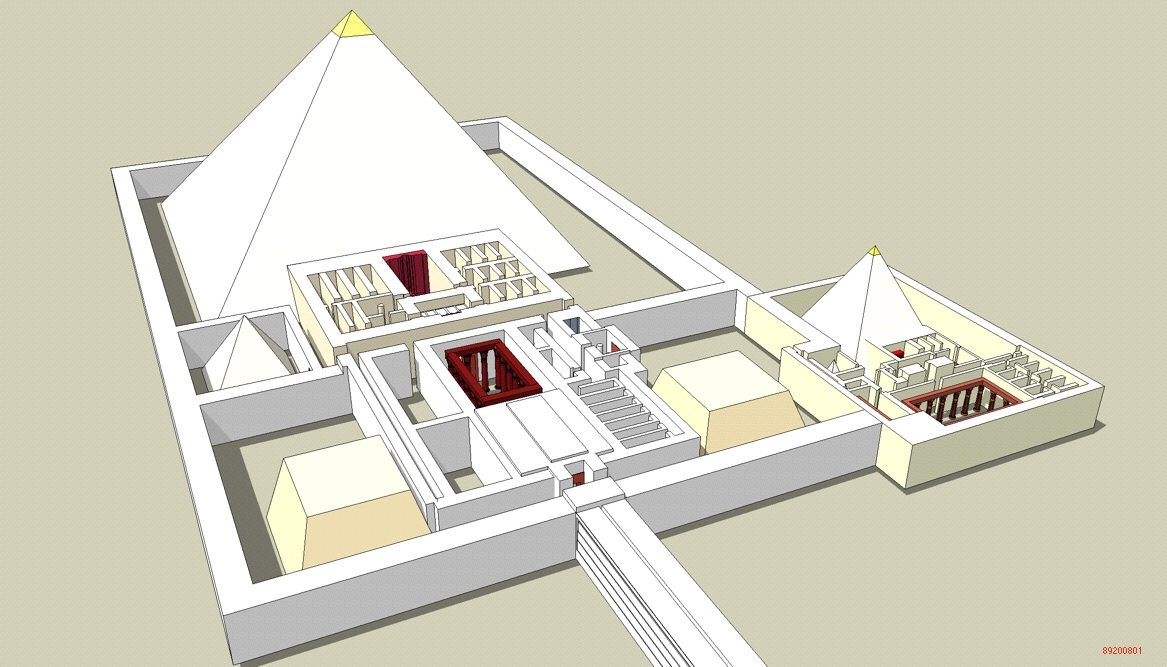
A Dzsedkaré-piramis és környezetének számítógépes rekonstrukciója

Dzsedkaré a piramisát Szakkara déli részén építtette. Az egyiptomiak a piramist Nofer Iszeszi vagy Nofer Dzsedkaré néven említették, amelynek jelentése Iszeszi gyönyörű/jóságos vagy Dzsedkaré gyönyörű/jóságos. A piramis mai neve Haram as-Savváf (arabul: هَـرَم ٱلـشَّـوَّاف) avagy őrszempiramis, mivel a Nílus-völgyének határán áll.
A piramis eredetileg hat vagy hét lépcsőzetből állt, amelyek szabálytalan és durván csiszolt mészkőblokkokból és habarcsból készültek. Ma ebből már csak három lépcsőzet áll. A piramis magját turai mészkővel burkolták, ezeket már az ókorban elhordták. Felépítésének idején a piramis 52 méter magas és 78,75 méter széles volt, 52 fokos dőlési szöggel.
A piramis belsejében régészek egy szinte teljesen ép múmiát találtak a fáraó szarkofágjában. Az 1940-es évek közepén a kutatók által a múmián végzett vizsgálatok alapján Dzsedkaré valószínűleg az 50. és 60. életéve között hunyt el.

## Hagyaték

### Reformok hatása
Néhány egyiptológus szerint Dzsedkaré reformjaival gátat akart vetni az V. dinasztia első felében egyre nagyobbra növő központi kormányzat további terjeszkedésének és a hivatalnokok gyarapodó politikai és gazdasági befolyásának. Többen így Dzsedkaré uralkodásától számítják a királyi központi hatalom meggyengülését, miközben a reformok hatására a kormányzat legmagasabb rangú tisztviselői és a régiók adminisztrátorai egyre gyarapodó hatalommal bírtak. Egyiptom fokozatosan decentralizáltabbá vált, a népesség egyre inkább függött a helyi hivatalnokoktól, mint a központi kormányzattól. S mivel számos hivatalt, köztük a vezíri posztot is örökölni lehetett, többen úgy vélik, hogy Dzsedkaré reformjai egyfajta feudális rendszert hoztak létre, amelyben egy maroknyi erőskezű hivatalnok tartotta kezében az uralmat. Ezt jól tükrözik a Dzsedkaré vezírei által építtetett nagyszabású masztaba sírok.
Dzsekdaré reformjai bár a hivatalok és hivatalnokok jogerejét voltak hivatottak korlátozni, hosszú távon sikertelennek bizonyultak. Bizonyos kutatók számára a reformok kudarca jelentősen hozzájárult az Óbirodalom bukásához mintegy 200 évvel Dzsedkaré halála után. Mások szerint az összeomlás oka máshol keresendő, mivel a hivatalnokok hatalma és tekintélye soha meg sem közelítette a fáraóét.

### Halotti kultusz

#### Óbirodalom

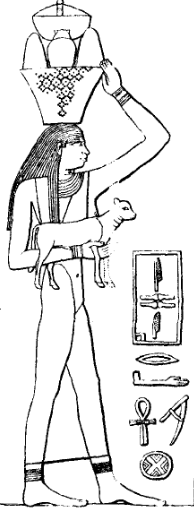
Falrajz Dzsedkaré Iszeszi fáraó megszemélyesített mezőgazdasági birtokáról Ptahhotep vezír sírjának déli falán, Szakkarában

Dzsedkarét halála után halottkultusz övezte, amely 200 évig, az óbirodalom bukásáig fennmaradt. Még élete során több mezőgazdasági birtokot hozatott létre, hogy azok halála után a szükséges készletekkel és kellékekkel lássák el kultuszát. Néhány birtok neve máig fennmaradt Dzsedkaré udvaroncai és tisztviselői sírjainak falain: ezek nevei Rá kívánja, hogy Iszeszi éljen, Heket kívánja, hogy Iszeszi éljen, Iszeszi tökéletesen felülmúl, Dzsedkaré mnza-edénye, Iszeszi tökéletesen kedvezett, Szesat életet ad Iszeszinek, Iszeszi ká-ja előbbrevaló, az uralom Iszeszié, munka Iszeszi parancsából, Básztet óhajtja, hogy Iszeszi éljen, Hórusz halhatatlanná teszi Iszeszit, Iszeszi felajánlásai és Iszeszi az, aki szereti az életet.
A VI. dinasztia alatt Dzsedkarét a jelek szerint nagy tiszteletben tartották. I. Nemtiemszaf fáraó piramiskomplexumát Dzsedkaréhoz közel választotta építtetni, ami a király megbecsülését szimbolizálhatja. Az I. Nemtiemszaf vagy II. Pepi uralma idejéről származó dél-szakkarai kő Dzsedkaré kultuszának küldött nagyvonalú felajánlásokról ír. Dzsedkaré ezenfelül a kor több irodalmi forrásában is felbukkan. Horhuf és Ini sírjainak falai elbeszélik, hogy e két tisztviselő hogyan vezetett expedíciót Puntba és Bübloszba I. Nemtiemszaf és II. Pepi alatt, és hogy felfedezőútjaik mennyiben hasonlítottak a Dzsedkaré által indítottakhoz.

#### Újbirodalom
Dzsedkaré halotti kultusza az újbirodalom idején újra felvirágzott. Dzsedkaré szerepel például a korszak korai évtizedeiből származó karnaki királylistán, amelyet III. Thotmesz készíttetett. A lista célja nem az összes fáraó felsorolása volt, hanem csak azoké, akiket III. Thotmesz meg akart tisztelni és akiknek áldozatokat akart felajánlani.
Dzsedkaré az Újbirodalom későbbi szakaszában is felbukkanni látszik. Egy Mehu nevű pap XIX. vagy XX. dinasztiából származó szakkarai sírja tartalmaz egy domborművet, amelyen több elhunyt fáraó áll három isten előtt. A fáraók között van Dzsószer és Szehemhet a III. dinasztiából és Uszerkaf, az V. dinasztia alapítója. Az őket követő negyedik fáraó neve megsérült, de a legtöbb egyiptológus szerint Dzsedkaréé, sokkal kevésbé valószínűsíthetően Sepszeszkaréé. A dombormű Mehu személyes hitvilágát tükrözi, aki az ősi királyokat kérte, hogy imádkozzanak érte az istenek előtt. Egyiptológusok ebben Dzsedkaré társadalmi elismerését látják.

## Név, titulatúra
A fáraók titulatúrájának magyarázatát és történetét lásd az Ötelemű titulatúra szócikkben.
| G5 |

| G5 |

| N28 | R11 | G43 |

| N28 | R11 | G43 |

| N28 | R11 | G43 |

| N28 | R11 | G43 |

| G5 |

| G5 |

| N28 | R11 | G43 |

| N28 | R11 | G43 |

| N28 | R11 | G43 |

| N28 | R11 | G43 |

| G16 |

| G16 |

| R11 | N28 | G43 |

| R11 | N28 | G43 |

| G16 |

| G16 |

| R11 | N28 | G43 |

| R11 | N28 | G43 |

| G8 |

| G8 |

| R11 · G5 · S12 |

| R11 · G5 · S12 |

| G8 |

| G8 |

| R11 · G5 · S12 |

| R11 · G5 · S12 |

| M23 | L2 |

| M23 | L2 |

| N5 | R11 | D28 |

| N5 | R11 | D28 |

| N5 | R11 | D28 |

| N5 | R11 | D28 |

| N5 | R11 | D28 |

| N5 | R11 | D28 |

| N5 | R11 | D28 |

| N5 | R11 | D28 |

| M23 | L2 |

| M23 | L2 |

| N5 | R11 | D28 |

| N5 | R11 | D28 |

| N5 | R11 | D28 |

| N5 | R11 | D28 |

| N5 | R11 | D28 |

| N5 | R11 | D28 |

| N5 | R11 | D28 |

| N5 | R11 | D28 |

| G39 | N5 | \| \| |
|     |    |       |

|  |

| G39 | N5 | \| \| |
|     |    |       |

|  |

| M17 | O34 · O34 | M17 |

| M17 | O34 · O34 | M17 |

| M17 | O34 · O34 | M17 |

| M17 | O34 · O34 | M17 |

| M17 | O34 · O34 | M17 |

| M17 | O34 · O34 | M17 |

| M17 | O34 · O34 | M17 |

| M17 | O34 · O34 | M17 |

| G39 | N5 | \| \| |
|     |    |       |

|  |

| G39 | N5 | \| \| |
|     |    |       |

|  |

| M17 | O34 · O34 | M17 |

| M17 | O34 · O34 | M17 |

| M17 | O34 · O34 | M17 |

| M17 | O34 · O34 | M17 |

| M17 | O34 · O34 | M17 |

| M17 | O34 · O34 | M17 |

| M17 | O34 · O34 | M17 |

| M17 | O34 · O34 | M17 |